# Jonathan Harvey
Pour les articles homonymes, voir Harvey.
Jonathan Dean Harvey est un compositeur anglais né le 3 mai 1939 à Sutton Coldfield, Warwickshire et mort le 4 décembre 2012 à Lewes.

## Biographie
On a pu dire de lui qu'il était « le plus français des musiciens anglais », en référence à son usage de riches harmonies tournoyantes (à la Messiaen) et sa proximité avec les compositeurs français qui travaillent sur le spectre sonore (comme Tristan Murail ou Gérard Grisey). Mais c'est avant tout Karlheinz Stockhausen qui a fécondé sa pensée musicale (il lui a consacré plusieurs études), et Harvey a souvent rendu hommage à la « vie intérieure » que Stockhausen a su, le premier, insuffler aux sons électroniques. L'influence des écrits religieux et mystiques féconde son inspiration : les textes bouddhistes, la Bible, Steiner. Jonathan Harvey a été joué et chanté par les meilleurs ensembles (Quatuor Arditti, Ensemble intercontemporain, Ensemble Modern, Ensemble l'Itinéraire, Les Métaboles…) et a reçu de nombreuses distinctions, dont le Britten Award en 1993. Il a reçu de nombreux prix pour ses œuvres scéniques.
Il crée en 2007 un opéra sur un livret de Jean-Claude Carrière, Wagner Dream : à l'article de la mort, Richard Wagner hallucine l'opéra qu'il aurait pu écrire sur la vie du Bouddha.

## Œuvres
- Inner light
- Madonna of winter and spring pour orchestre, synthétiseur et électronique
- The Valley of Aosta
- From Silence[2] pour ensemble, ordinateur et bande
- One ovening pour voix, petit ensemble et électronique
- Le tombeau de Messiaen pour piano et bande
- Advaya pour violoncelle et électronique
- Ritual melodies pour bande seule
- Bhakti
- Song Offerings[3] pour soprano et ensemble.
- Mortuos plango, vivos voco (1980) pour sons concrets traités par ordinateur[4]
- France Musique. 3 mars 2021. 20h-22h30. Après-concert. L'ensemble Les Métaboles, sous la direction de Léo Warynski, chante I Love the Lord / Come, Holy Ghost / Plainsongs for peace and light, de Jonathan Harvey (enregistré en septembre 2019 au Centre de la Voix de l'ancienne abbaye de Royaumont). NoMadMusic NMM089D
- Speakings (2008) pour orchestre et électronique[5]
- Wagner Dream[6]
- Wheel of Emptiness[7]
- Nataraj[8]